# Achères-la-Forêt
Achères-la-Forêt (pronuncia francese /a.ʃɛʁ.la.fɔ.ʁɛ/) è un comune francese di 1 264 abitanti situato nel dipartimento di Senna e Marna, nella regione dell'Île-de-France.

## Società

### Evoluzione demografica
Abitanti censiti

## Monumenti e luoghi d'interesse
- Chiesa di Santa Fara